# L'Express
L'Express és una revista d'actualitat setmanal francesa. Va ser fundada l'any 1953 per Jean-Jacques Servan-Schreiber i Françoise Giroud, com a suplement polític del periòdic liberal Les Échos.